# Acatita de Baján
Acatita de Baján kis falu Mexikó Coahuila államának keleti részén, Új-León állam határához közel. A mindössze 23 lakosú, sivatagos környezetben fekvő település ismertségét annak köszönheti, hogy 1811. március 21-én itt fogták el a mexikói függetlenségi háború négy vezérét: Miguel Hidalgo y Costillát, Juan Aldamát, Igancio Allendét és José Mariano Jiménezt, majd miután az itteni erődben egy ideig őrizték őket, Chihuahua városába szállították a foglyokat, ahol halálos ítéletet hajtottak végre rajtuk.

## Története
A település történetében az említésre méltó események 1811-ben játszódtak le. Miután január 17-én a függetlenségi harcosok a calderón-hídi csatában vereséget szenvedtek a királypártiaktól, Zacatecason keresztül Saltillo irányába kezdték meg a visszavonulást, majd észak felé, az Amerikai Egyesült Államok felé indultak. Ezeken a (számukra ismeretlen) északi vidékeken azonban alig találtak falvakat (csak néhány erődöt és őrtornyot, melyeket az indiánok támadásai ellen emeltek a helyiek), és ahol találtak, az emberek többnyire ott is bizalmatlanul fogadták őket vagy féltek a hatalom büntetésétől, ami akkor várt volna rájuk, ha élelemmel és vízzel látják el a felkelőket.
Március 19-én a királypárti Ignacio Elizondo 300 emberével Monclovából Acatita de Bajánba érkezett, ahol egy, a falutól néhány kilométerre délre emelkedő kis domb mögött csapatainak nagy részét letáboroztatta, néhány társával pedig az úton maradt, hogy a felkelők érkezését várja. Amikor azok megérkeztek, Elizondóék a felkelők vezetőjének, Ignacio Allendének felajánlották, hogy segítenek nekik átkelni a sivatagon és azt mondták, hogy Acatita de Bajánban elegendő vízhez is juthatnak. Amikor azonban beértek a faluba, kiderült, hogy csapdáról van szó: Elizondo emberei bekerítették őket és kijelentették: a király nevében foglyul ejtik őket.
A túlerővel szemben egyedül Allende próbált meg ellenállni, amikor azonban megpróbálta elsütni fegyverét, őrá lőttek rá. Ő életben maradt, de fia, Indalecio a helyszínen életét vesztette. A foglyul ejtett vezéreket megkötözték és a falu erődjébe zárták őket. A fáradt, éhező és reményvesztett felkelőhadból (akik között nők, gyermekek és öregek is akadtak szép számmal) könnyűszerrel ejtettek kb. 1300 további foglyot, akik egy részét saját lovaik kötőfékjeivel kötöztek meg.

## Turizmus, látnivalók
A faluban állnak még az egykori erőd romjai, ahol a felkelő vezéreket fogva tartották, az úgynevezett El Prendimiento („Az Elfogás”) nevű dombon pedig (ahol a hagyomány szerint maga az elfogás történt) emlékművet állítottak számukra.

## Népesség
A falu az 1990-es népszámlálásban nem szerepelt, utána sokáig 40 fő körüli volt a lakossága, 2010-re azonban körülbelül felére csökkent:
| Év   | Lakosság   |
| ---- | ---------- |
| 1990 | nincs adat |
| 1995 | 39         |
| 2000 | 40         |
| 2005 | 42         |
| 2010 | 23         |